# Смэш

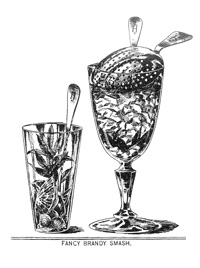
Бренди смэш в книге New & Improved Bartenders' Manual («Новое улучшенное руководство бармена», Гарри Йонсон, 1888.)

Смэш — алкогольные коктейли с мятой или базиликом, разновидность джулепа, относятся к дижестивам. Это довольно крепкие коктейли, их пьют в широком бокале или стакане, порциями не больше 75 мл.

## История
Впервые рецепты подобных коктейлей появились в книге Джерри Томаса «Как смешивать напитки» в 1862, среди рецептов прочих джулепов, и само название «смэш» в книге не фигурировало. В 1888 году Гарри Джонсон в книге «Новое и улучшенное руководство бармена» уже называет такие коктейли «смэш». В «Книге коктейлей отеля Савой» они также представлены в разделе джулепов и прямо называются вариацией на тему последних. В начале XX века различия в процедуре приготовления джулепа и смэша, зафиксированные в рецептах ещё в 1862 году Д. Томасом в книге «Руководство бармена» были окончательно закреплены именно в процедуре обращения с мятой: для смэша её растирают или давят, а в джулепе с мятой обращаются более аккуратно, алкогольную основу либо взбалтывают в шейкере с мятой и льдом, либо даже некоторое время настаивают на мяте.

## Состав и приготовление
Коктейль состоит из льда (хотя лёд может быть и отцежен), фруктов (в составе коктейля или в качестве украшения), алкогольной основы, сахара (или сиропа) и приправы (обычно мята, но возможны и другие варианты, например базилик). Допускается также слегка разбавлять смэш водой.
Готовят смэш в старомодном стакане с двумя-тремя кубиками льда. В отличие от джулепа, для которого мяту не давят и не растирают, на дно стакана (или отдельно в ступку) кладут часть полагающейся по рецептуре мяты и растирают её, добавив к ней сироп. Затем в стакан кладут 2—3 кубика льда, вливают крепкоалкогольный напиток и тщательно перемешивают смесь ложкой (см. также изображение бренди-смэш на иллюстрации). Перед подачей украшают веточкой мяты, долькой цитруса или вишней.

## Некоторые разновидности
Издание книги Йонсона 1882 года включает в себя шесть рецептов смэшей: три варианта смэша с виски и смэши с ромом, джином и бренди. Эти рецепты отличает алкогольная основа (соответственно виски, ром, джин или бренди), и качество используемого льда — мелкий, колотый или мелко поколотый. В вариациях смэша с виски присутствуют фрукты. Ниже приводятся более современные и разнообразные варианты этих коктейлей.
- Виски-смэш[14] (бурбон, мята, лимон, сахар)
- Смэш с джином и базиликом[15][16][17] (Джин, базилик, лимон, сахар)
- Клубнично-мятный смэш[18] (Джин, мята, клубника, сок лайма, сахар)
- Демерара-смэш с шоколадом[19] (Ром из местности Демерара, шоколадный ликёр, мята, апельсин, сок лайма, сахар)
- Смэш с бурбоном и грушей (Бурбон, мята, груша, лимон, сахар)[1][20]